# Arkadiusz Bis
Arkadiusz Bis, Busol (ur. 30 czerwca 1974 w Szczecinie) – polski informatyk, z wykształcenia muzyk, popularyzator historii Szczecina, wyróżniony tytułem Honorowego Ambasadora Szczecina, pomysłodawca, współtwórca i administrator Portalu Miłośników Dawnego Szczecina (sedina.pl), Internetowej Encyklopedii Szczecina (encyklopedia.szczecin.pl) i portalu Encyklopedia Pomorza Zachodniego (pomeranica.pl), współprowadzący w latach 2006–2012 audycję Polskiego Radia Szczecin „Szczecin we wtorek”.

## Życiorys
Urodził się w Szczecinie w roku 1974, cztery lata po dramatycznych wydarzeniach Grudnia 1970. Dorastał na Osiedlu Kaliny.
W roku 1970 Osiedle Kaliny jeszcze nie istniało. Szybka budowa tego blokowiska z „wielkiej płyty” – domów mieszkalnych zwanych „leningradami”, „transatlantykami” lub „darem radzieckich przyjaciół” – miała zmniejszyć narastające społeczne napięcie (trudności mieszkaniowe były jednym z jego powodów). Wybuch robotniczego protestu pracowników Stoczni Szczecińskiej im. Warskiego i innych szczecińskich zakładów był jednak nieunikniony – doszło do dramatycznych wydarzeń, w czasie których zabito w Szczecinie 16 osób i płonął budynek Komitetu Wojewódzkiego PZPR przy placu Żołnierza Polskiego.
Po kilku latach, spędzając dzieciństwo w nowym mieszkaniowym osiedlu, Arek Bis z zainteresowaniem obserwował różnice między otoczeniem swojego domu i sąsiednią dzielnicą – starą willową zabudową Pogodna. Po latach wspominał m.in.:

Ulica Witkiewicza rozdzielała te dwa światy: nowy, budowany przez bratni naród i ten stary. Było coś magicznego w tym przekraczaniu światów. Przechodziło się przez ulicę i nagle: niższe domy, chodniki, które były układane – jak się później dowiedziałem – przez Niemców, studzienki kanalizacyjne z jakimiś tajemniczymi napisami. Byłem zdziwiony, kiedy dowiedziałem się, że w tym mieście nie zawsze mieszkali Polacy i zacząłem zadawać sobie pytania: A jak nie Polacy, to kto? Niemcy? Ale jak to? Wchodził taki do domu i mówił: „Guten Morgen”? W Szczecinie?

Ukończył w roku 1993 Liceum Ogólnokształcące, mieszczące się w zabytkowym budynku (wybudowanym w roku 1916), które było pierwszą po II wojnie światowej polską placówką oświatową w województwie zachodniopomorskim, kultywującą swoją tradycję. Skończył też Podstawową i Średnią Szkołę Muzyczną (zob. Niższa i Średnia Szkoła Muzyczna, klasa oboju). Studiował na Wydziale Dyrygentury Chóralnej poznańskiej Akademii Muzycznej (filia w Szczecinie). Należał do szczecińskich chórów, m.in. Szczecińskich Słowików (założyciele: Marian Foksa, Aleksander Mleczak, Jan Szyrocki), Chóru Chłopięcego Telewizji Szczecin, Zespołu Kameralnego Vocalis, zespołu Deus Meus. Najważniejszą jego pasją pozostała historia Szczecina.

## Dokonania w dziedzinie popularyzacji historii Szczecina

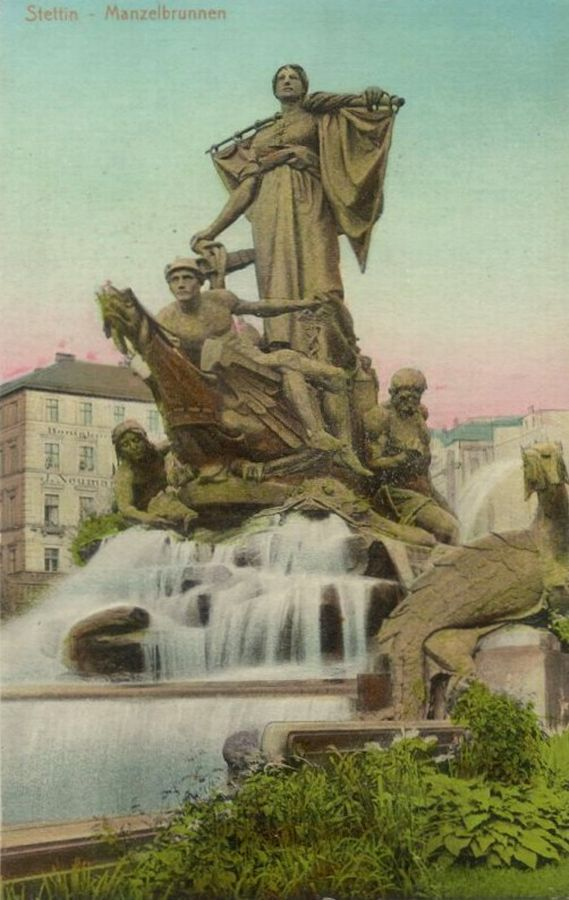
Nieistniejąca „Fontanna Manzla” (niem. Manzelbrunnen, pocztówka z roku 1899), nazywana też Pomnikiem Sediny (twórcy: Ludwig Manzel i Otto Rieth)

Pomysł utworzenia portalu sedina.pl pojawił się w roku 2003, gdy Arkadiusz Bis – z Michałem Starkiewiczem – zgromadził zbiór zdjęć Szczecina i przygotował ich multimedialną prezentację, którą zainteresowała się „Gazeta Wyborcza”. Do wydania z 7 maja 2004 roku dołączono CD z tym multimedialnym „spacerem po mieście”, która wzbudziła duże zainteresowanie szczecinian. Arkadiusz Bis zaczął zastanawiać się nad możliwością stworzenia miejsca w internecie, w którym mogłyby się spotykać wszystkie osoby zainteresowane historią Szczecina i jej śladami. Na okładce płyty pojawiła się nazwa sedina.pl, a wkrótce zarejestrowano Portal Miłośników Dawnego Szczecina sedina.pl, miejsce m.in. dla publikacji galerii gromadzonych archiwalnych dokumentów, historycznych map i zdjęć (z ich opisami) lub dla dyskusji na forum polsko- i niemieckojęzycznym. Kolejne starania Arkadiusza Bisa i jego współpracowników zmierzały do utworzenia Internetowej Encyklopedii Szczecina i Internetowej Encyklopedii Pomorza Zachodniego, uruchomienia projektu sedina.TV (publikacja w Internecie wielu filmów dotyczących przedwojennego Szczecina i historii powojennej), przygotowania wydawnictw poza Internetem (np. A. Bis, Stettin w szczególe, 2009), stworzenia regularnej audycji radiowej.

### Portal Miłośników Dawnego Szczecina
Portal, określany jako „kopalnia wspomnień dawnego Szczecina”, nazwano imieniem Sediny (łac. sedinum – godny naśladowania, wzorcowy), która uosabia najwyższą cnotę i jest uważana za alegorię Szczecina.
Zajmowało się nim początkowo grono kilkunastu osób. a przede wszystkim Arkadiusz Bis (pomysłodawca i administrator, nick Busol), Paweł Knap (historyk, redaktor prowadzący w latach 2005–2010), Jan Skolimowski (redaktor prowadzący w latach 2011–2013). Portal zawiera część informacyjną w formie artykułów (m.in. autorstwa pracowników naukowych Uniwersytetu Szczecińskiego), galerie zdjęć i filmów, bibliotekę ebooków, forum dyskusyjne (w języku polskim i niemieckim). Według danych statystycznych z czerwca 2012:
- portal odwiedziło od 7 maja 2004 roku ponad 1,5 miliona użytkowników,
- rejestruje się 3,5 tys. odsłon strony głównej dziennie,
- portal odwiedza ok. 600 unikalnych użytkowników dziennie,
- liczba opublikowanych artykułów przekroczyła 3 tysiące,
- liczba zdjęć, opublikowanych w galerii, wynosi ok. 22 tysiące (w tym ok. 9 tys. przedwojennych fotografii miasta i jego okolic),
- na forum w 130 tysiącach postów poruszono 11 tysięcy tematów.

### Internetowa Encyklopedia Szczecina
Inspiracją do utworzenia portalu Internetowa Encyklopedia Szczecina było przygotowanie przez Uniwersytet Szczeciński (Instytut Historii, Zakład Historii Pomorza Zachodniego) i wydanie w latach 1999–2000 2-tomowego opracowania „Encyklopedia Szczecina” (red. prof. Tadeusz Białecki), dedykowanego „Mieszkańcom Szczecina – dawnym i obecnym”. Arkadiusz Bis podjął starania o kontynuację tego programu, z wykorzystaniem możliwości Internetu. Inicjatywa została wsparta przez władze miasta. Wersja pilotażowa Internetowej Encyklopedii Szczecina została uruchomiona w grudniu 2010 roku. W pierwszym dniu odwiedziło ją 2 tys. osób, w ciągu pierwszych 6 miesięcy zarejestrowano ponad 20 tys. odsłon, a do końca sierpnia 2011 roku – 760 tys. odsłon. W lipcu 2011 roku prezydent miasta, Piotr Krzystek, i Arkadiusz Bis dokonali oficjalnego symbolicznego „odpalenia” portalu, liczącego wówczas ponad 3,5 tys. haseł i niemal 6,5 tys. haseł przekierowujących. Uroczyste uruchomienie odbyło się z okazji obchodów 66. urodzin miasta w szczecińskiej „Różance”.
W kolejnych latach liczba haseł i popularność serwisu szybko rosła. W jego rozwijaniu brały udział takie instytucje (m.in. udostępniające swoje zbiory), jak:
- Archiwum Państwowe w Szczecinie,
- Muzeum Narodowe w Szczecinie,
- Związek Artystów Scen Polskich – Zarząd Oddziału w Szczecinie,
- Pommersches Landesmuseum w Greifswaldzie,
- Biuro Wojewódzkiego Konserwatora Zabytków,
- Wydział Informatyki Urzędu Miasta Szczecin
- Uniwersytet Szczeciński (wydziały germanistyki oraz historii),
- polskie i niemieckie instytucje kultury.

### Internetowa Encyklopedia Pomorza Zachodniego
W lutym roku 2013 Arkadiusz Bis oficjalnie podpisał porozumienie z dyrektorem Książnicy Pomorskiej, Lucjanem Bąbolewskim, w sprawie utworzenia Internetowej Encyklopedii Pomorza Zachodniego. Powstaje ona przy wsparciu Zachodniopomorskiego Urzędu Marszałkowskiego. Projekt jest realizowany z udziałem naukowców współpracujących z Książnicą – opracowujących jej wielkie zasoby – oraz ośrodków naukowych spoza Szczecina. Partnerem jest też Miasto Szczecin. Przewiduje się, że tworzona Encyklopedia będzie bogatym źródłem rzetelnych, w pełni wiarygodnych informacji. Dla haseł opracowano standardy redakcyjne, gwarantujące poprawność nowych haseł. Hasła przygotowane wcześniej są weryfikowane i standaryzowane, m.in. wyposażane są w bibliografię, przypisy i grafikę.
Zespół redakcji Encyklopedii Pomorza Zachodniego tworzą: Sylwia Wesołowska (koordynatorka projektu), Arkadiusz Bis i Izabela Strzelecka.

### „Szczecin we wtorek”
Godzinna audycja „Szczecin we wtorek” była nadawana od 3 października 2006 roku do 18 grudnia 2012 roku we wszystkie kolejne wtorki, od godz. 19:05. Program przygotowywało Polskie Radio Szczecin we współpracy z Portalem Miłośników Dawnego Szczecina. Redaktorami prowadzącymi byli Agata Rokicka i Arkadiusz Bis, a tematem pierwszego odcinka – portal sedina.pl. Tematykę kolejnych odcinków ilustrują przykłady pytań, zadawanych słuchaczom w roku 2012.
- Kto nazywał następcą Mieszka I powojennego wojewodę, Leonarda Borkowicza?
- Jakim fortelem generał Lasalle zdobył twierdzę Szczecin?
- Czym były i dokąd pływały szczecińskie czterofajkowce?
- Dlaczego pierwszy polski girlsband nosił nazwę Filipinki?
- Czy to możliwe, że produkowane w latach trzydziestych XX wieku w Szczecinie auto Arkona osiągało prędkość 140 km/h?
- Gdzie w mieście magnolii można zobaczyć „Zaczarowaną dorożkę”?
- Gdzie urodziły się dwie szczecińskie caryce?

Wszystkie nadane audycje (239) są dostępne w portalu sedina.pl. Krótkie podsumowanie dorobku redakcji w latach 2006–2012 znalazło się w treści ostatniej, pożegnalnej audycji.

## Wyróżnienia
Arkadiusz Bis otrzymał:
- Złotą Odznakę Honorową Gryfa Zachodniopomorskiego (dla portalu sedina.pl),
- Brązową Odznakę Polskiego Związku Chórów i Orkiestr (1995),
- honorowy tytuł Ambasador Szczecina (przyznany dla administratora portalu sedina, 2005),

Był nominowany do wyróżnienia „Szczecińskim Szczupakiem”, przyznawanego za największy sukces roku w plebiscycie „Gazety Wyborczej” „Szczupaki i Kiełbie”, w kategoriach:
- życie społeczne – dla administratora portalu (2006),
- nowe projekty i ich twórcy (2010).

Zespół portalu był nominowany do „Szczecińskiego Szczupaka” w roku 2008 i do nagrody „Drogi do Wolności” w roku 2009.

## Życie osobiste
Jest żonaty. Ma czworo dzieci.